# Ла Страда (Равена)
Ла Страда је насеље у Италији у округу Равена, региону Емилија-Ромања.
Према процени из 2011. у насељу је живело 124 становника. Насеље се налази на надморској висини од 165 м.